# Лазар Цириов
Лазар Цириов Вирков е български революционер, стружко-охридски районен войвода на Вътрешната македоно-одринска революционна организация.

## Биография
Цириов е роден в стружкото село Вранища, тогава в Османската империя. Присъединява се към редовете на ВМОРО и от 1904 година е четник при Петър Чаулев. През 1906 година е назначен за районен войвода в Охридско заедно с Петър Чаулев, но действа и в Стружко. Води чета от 7 души и обикаля Малесията. Легализира се след Младотурската революция в 1908 година.